# Ahmed Mezerna
Ahmed Mezerna (* 29. April 1907 in Blida; † 31. Mai 1982 in Paris) war ein algerisch-französischer Politiker. Von 1946 bis 1951 war er Abgeordneter der Nationalversammlung.

## Leben und Laufbahn
Mezerna wuchs in Algerien auf, erlernte den Beruf des Schuhmachers und arbeitete später auch als Straßenbahnfahrer. In der damaligen französischen Kolonie schloss er sich der Nationalbewegung an und war Teil einer Gruppierung, die Messali Hadj nahestand. 1937 trat er Hadjs Partei des algerischen Volkes bei und war innerhalb dieser Fachmann für Gewerkschaftsfragen. Vor und während des Zweiten Weltkriegs wurde er mehrfach verhaftet, ehe er 1944 wieder freikam. Mezerna gehörte dem Politbüro seiner Partei an und war mitverantwortlich für Ausschreitungen im Mai 1945, weswegen er erneut verhaftet wurde und einige Zeit danach dank einer Generalamnestie das Gefängnis verlassen konnte.
1946 wurde das MTLD als Nachfolgepartei der Volkspartei gegründet und Mezerna durfte für dieses bei den Parlamentswahlen 1946 als Listenerster in einem Wahlkreis der algerischen Hauptstadt Algier antreten. Seine Liste gewann dort zwei von fünf zu vergebenden Sitzen, womit er den Einzug in die Nationalversammlung in Paris schaffte. Im Parlament gehörte er zuerst dem Ausschuss für Arbeit und soziale Sicherheit, dann dem für die nationale Sicherheit und zuletzt dem innenpolitischen Ausschuss an. Er galt in seiner Zeit als Abgeordneter als klarer Feind des Kolonialismus und der französischen Kolonialpolitik. Bei den Wahlen im Jahr 1951 trat er ein weiteres Mal als Listenerster an, doch konnte seine Liste mit 10,6 Prozent kein einziges Mandat erringen und er schied aus dem Parlament aus. Danach spielte er weiterhin eine Rolle in der algerischen Nationalbewegung und forderte die Vereinigung aller nationalistischen Gruppen. Dies führte dazu, dass er 1955 in Kairo verhaftet und erst kurz vor der algerischen Unabhängigkeit im Jahr 1962 wieder entlassen wurde. Daraufhin entschied er sich gegen eine Rückkehr nach Algerien und lebte bis zu seinem Tod im Jahr 1982 in Frankreich.